# Чохликові молі
Чохликові молі (Coleophoridae) — родина лускокрилих комах.

## Поширення
Родина поширена на всіх континентах, але найбільшого різноманіття сягає в помірних районах Північної півкулі. Чохликові молі найпоширеніші в Палеарктиці, але рідше трапляються в Субсахарській Африці, Південній Америці та Австралії. Родина, ймовірно, виникла (як і більшість родин Gelechioidea) у північній частині Євразії.

## Опис
Переважно дрібні молі з розмахом крил 7—20 мм, рідко до 30—40 мм. Голова гладка, в притиснутих лусочках, без хетоземи; вічок немає. Вусики досягають 2/3 — 4/5 довжини переднього крила, в окремих випадках ледь довші 1/2 крила або перевищують його довжину. Хоботок розвинений або редукований. Передні крила ланцетоподібні, з відтягнутою вершиною, в стані спокою складаються з боків тіла дахоподібно або майже плоско. Птеростигма розвинена. Забарвлення жовтого, коричневого або сірого кольорів, іноді білувате, чорнувате або металеве. Малюнок, якщо виражений, представлений темними або світлими лініями по жилках, 1—4 білими поздовжніми смугами, темними цятками або точками (зазвичай парними), або розкиданими темними лусочками. Елементи малюнка (перев'язі), на відміну від близьких родин, завжди відсутні. Крила деяких видів металево блискучі, обрамлені довгою бахромою. Задні крила вужчі за передні.

## Роди
- Apocopta
- Aporotura
- Augasma
- Casignetella
- Coleophora
- Ecebalia
- Enscepastra
- Goniodoma
- Iriothyrsa
- Ischnophanes
- Ischnopsis
- Macrocorystis
- Metriotes
- Nasamonica
- Porotica
- Sandaloeca